# Plads til forandring
|  | Denne artikel er oprettet af botten PalnaBot ud fra en ekstern database. Den kan derfor have sproglige fejl eller mangler. Denne skabelon kan fjernes efter kontrol af indholdet. |

Plads til forandring er en dokumentarfilm fra 1990 instrueret af Aase Steensen efter manuskript af Aase Steensen.

## Handling
Det handler om den såkaldt 'Usynlige Døgninstitution', hvor de unge bor spredt og integreret i et stort boligområde (Urbanplanen) i betonkarreer opført i 60'erne. Rum i mange forskellige betydninger. Rum i fysisk forstand. Fri- og råderum, dvs. muligheder for udvikling og for at høste erfaringer. Og rum for at løse konflikter og gennemleve kriser.